# Spånhult
Spånhult är en by i Vislanda socken, Alvesta kommun i Kronobergs län.
Prästen och nykterhetsförkämpen Peter Wieselgren föddes i Spånhult och hans uppväxthem Wieselgrensgården var fram till 2013 ett museum som visade nykterhetsrörelsens historia.Numera privatägt.